# コピ

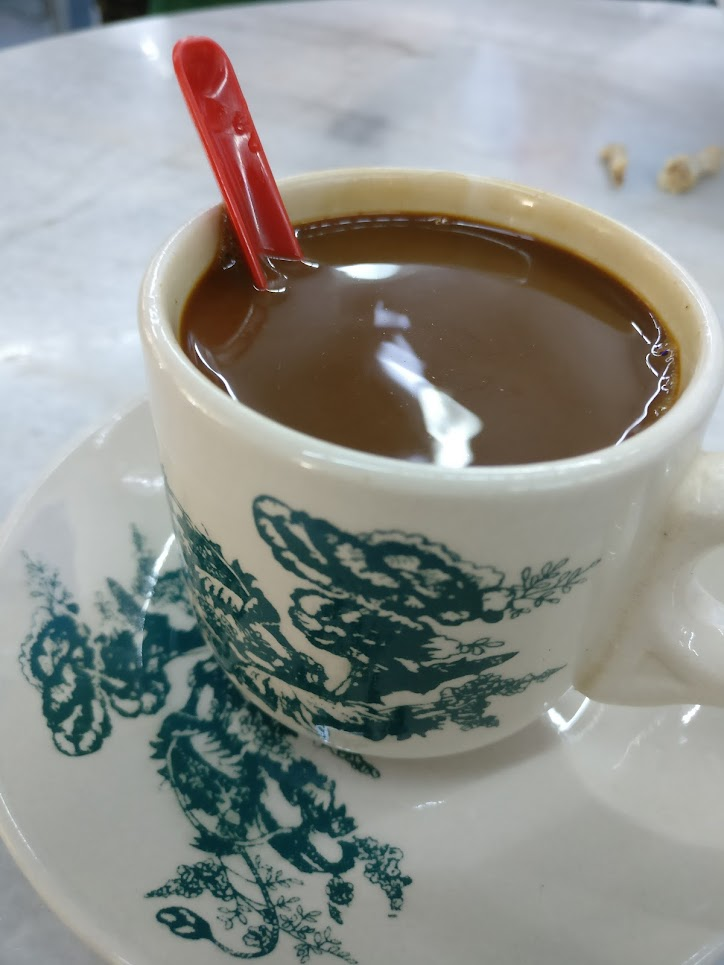
カップに入ったホットのコピ

コピ（中国語: 㗝呸）はシンガポールやマレーシアなどの海域東南アジア諸国で伝統的に飲まれているコーヒーのスタイルを指す。南洋珈琲と呼ばれることもある。カフェインを強めにして淹れることが多く、砂糖やミルクベースの味付けを加える。ロブスタ種のコーヒー豆に砂糖とマーガリンを加えて焙煎し、挽いた粉が使われることが多い。イギリス領マラヤに起源があり、文化的には海南料理をルーツとする飲み物である。伝統的なコピはホーカーセンターやコピティアムなどで飲むことができる。「コピ」はマレー語でコーヒーそのものを指すが、シンガポールやマレーシアのコピティアムで「コピ」を注文すると砂糖とコンデンスミルクが入ったコーヒーが出てくる。
コピはシンガポールの食文化において大きな位置を占めている他、マレーシアでも非常によく飲まれており、ブルネイ、タイ南部などにも普及している。東マレーシアのサバ州にあるテノムはコーヒー豆の主要な産地であり、コピを淹れる際に使われる。

## 調理

### コーヒー豆

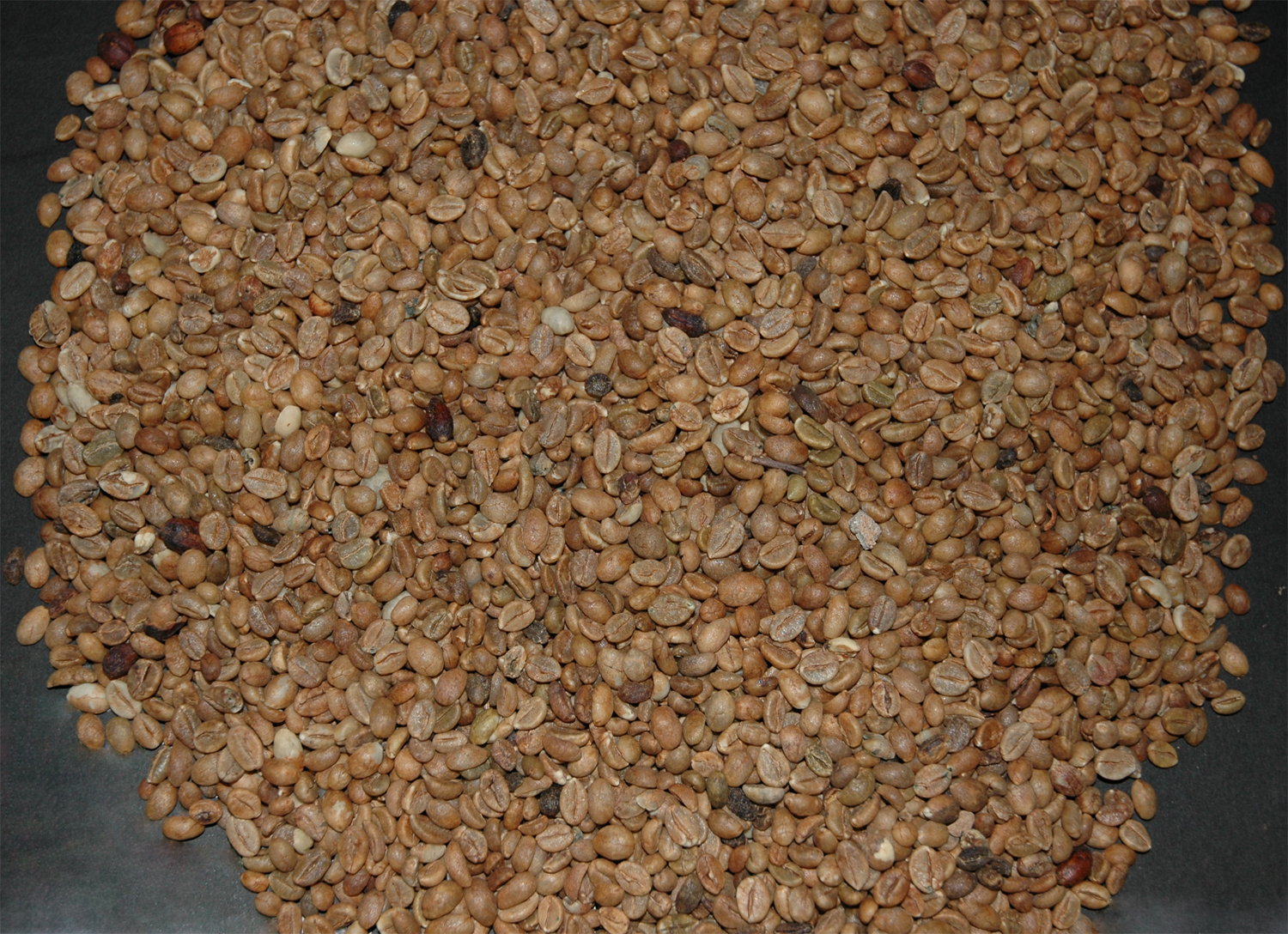
焙煎前のロブスタ種のコーヒー豆

コピは通常、ロブスタコーヒーノキからとったコーヒー豆で作る。シンガポールが海峡植民地だった時代に、中国系の移民と取引をしていたアラブ系の商人がインドネシアのロブスタ種の豆を持ち込み、アラビカ種よりもロブスタ種のほうがシンガポールの気候でよく育つことがわかった。シンガポールでよく見られるロブスタ種はインドネシアEK-1である。21世紀のシンガポールでは、ロブスタ種の豆はインドネシアやベトナムからも多く輸入され続けている。

### 焙煎

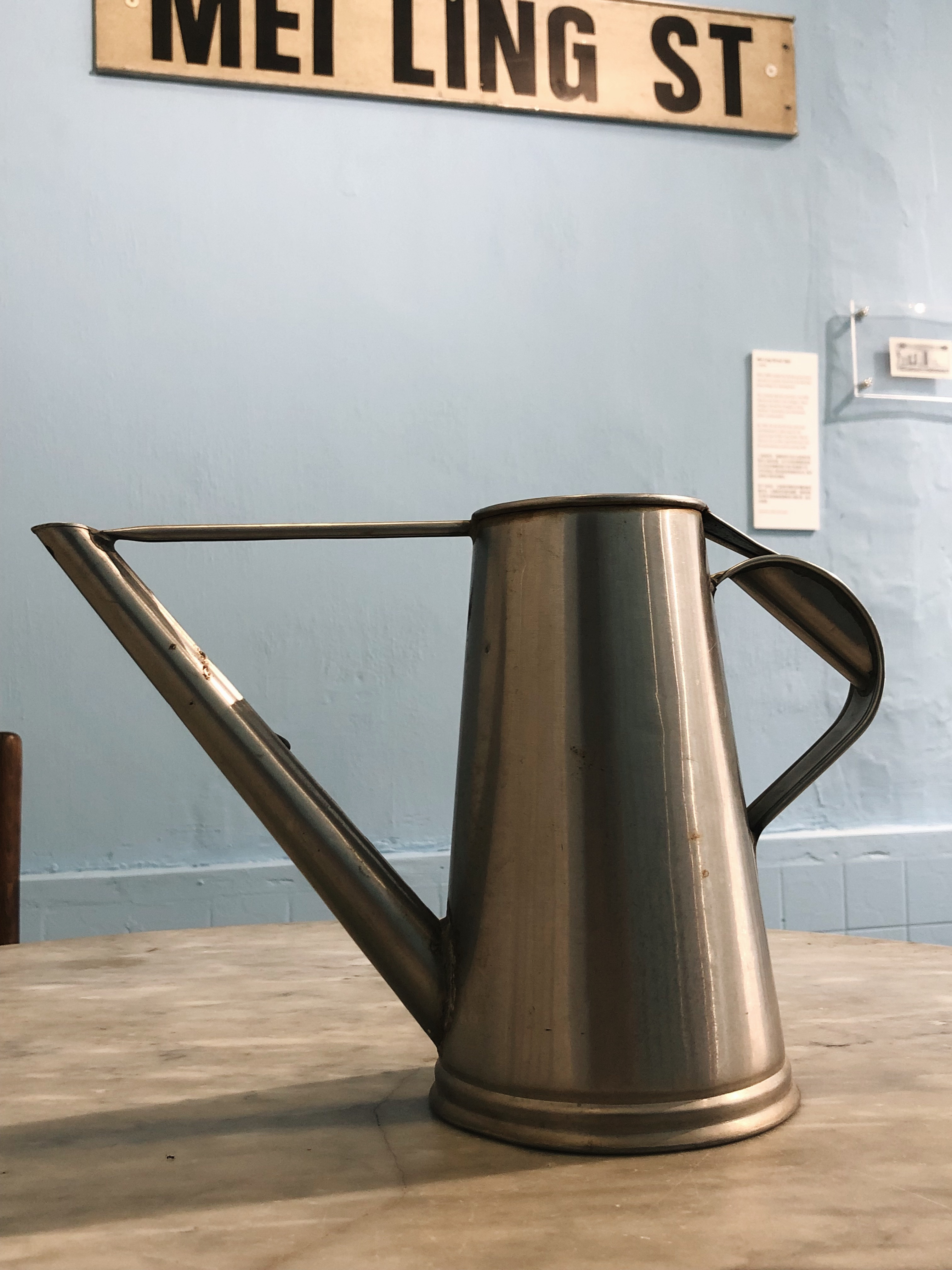
コピ用のポット

シンガポールで飲まれている伝統的な海南式のコピは豆8割、砂糖とマーガリンが2割になるようにし、180度で25分間焙煎する。焙煎時間の半分で塩を加える。仕上げにキャラメル化をし、苦い後味を除くために最後にまた砂糖を加える。こうすると西洋式のコーヒーよりも芳醇でよい香りがするようになるという。

### 淹れ方
焙煎した豆を挽いて粉にし、お湯をかけて混ぜ、木綿のコーヒーフィルターを使って漉す。真っ直ぐな管になっている注ぎ口がついた円筒形のポットを使って淹れる。 

### 成分
コピのカフェイン含有量はアラビカ種のコーヒーの2倍程度である。通常のコピには茶さじ3倍ほどの砂糖を入れるが、コピ・シューダイは1.5杯程度である。

## 種類
コピはマレー語の単語であり、泉漳語、広東語、北京語などさまざまな中国語起源の言葉と組み合わせて使われる。 

### シンガポール

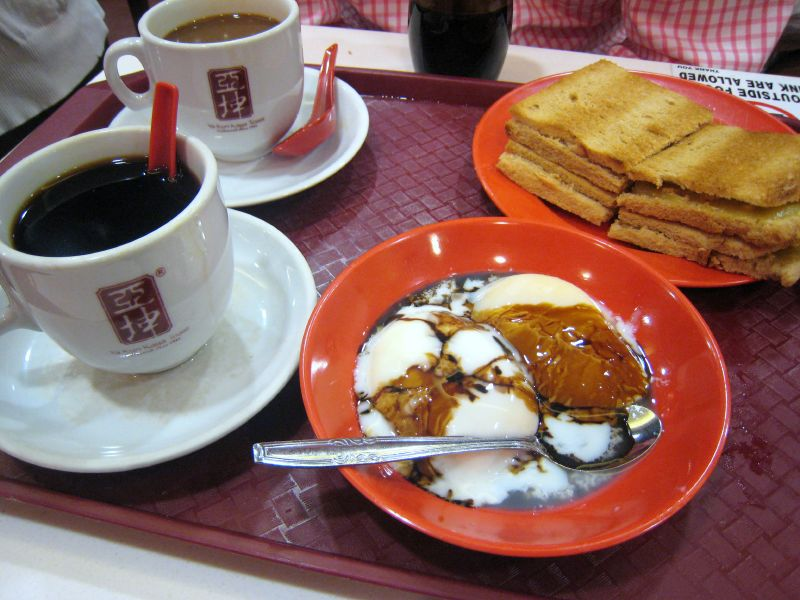
後ろがコピ、前がコピO。カヤトーストとコピはシンガポールの定番の朝食メニューである。

シンガポールにおいてコピは広く親しまれている定番の飲み物であり、民族的背景や年齢にかかわらず、あらゆるシンガポール人が泉漳語などを起源とする言葉を用いてコピを自分の好みに合わせた形で注文し、飲んでいる。シンガポールには少なくとも54種類のコピがあると言われており、それぞれ砂糖の入れ方や温度、濃度などが違う。シンガポールでよく注文されるコピの種類の例を以下にあげる。 
- コピ - 砂糖とコンデンスミルク入り
- コピO - 砂糖が入ったミルクなしのコーヒー。"O"とは泉漳語で「黒」を意味する「烏」のことである。
- コピOコソン - 砂糖もミルクもなしのコーヒー。「コソン」とはマレー語で「ゼロ」を意味する。
- コピC - 砂糖と無糖練乳を入れたコーヒー。"C" はシンガポールで最もよく使われている無糖練乳のブランド「カーネーション」(Carnation) の頭の文字である。
- コピ・シューダイ - 砂糖とコンデンスミルク控えめのコーヒー。「シューダイ」は広東語の「少底」である。
- コピ・ガーダイ - 砂糖とコンデンスミルク多めのコーヒー。「ガーダイ」は広東語の「加底」である。
- コピ・ガオ - 砂糖とコンデンスミルク入りで非常に濃度の高いコーヒー。「ガオ」は泉漳語で「厚」である。
- コピ・ディロ - 全く薄めていないコーヒー。「ディロ」は泉漳語で「直下」である。
- コピ・ポー - 非常に薄めたコーヒー。「ポー」は泉漳語で「薄」である。

### それ以外
マレーシアや香港では鴛鴦茶あるいはコピ・チャムと呼ばれるコーヒーと紅茶を混ぜたものがよく飲まれている。

## 歴史
コピに関する語彙には泉漳語起源のものが多く、これはマレーシアやシンガポールの海峡植民地に福建系移民が多かったことに関連づけられる。中国系移民の歴史においては、19世紀に自然災害や政情不安のため百万人ほどが中国を離れたと考えられている。最初に5万人ほどの中国人がシンガポールに移住しており、その多くは商人であった。マレー連合州やオランダ領東インドを越えてシンガポールに向かう人々が増え、1900年には20万人に達した。シンガポールの中国系移民の中で最も多いのは泉漳語を話す福建人であった。やがて銀行業、製造業、商業の分野で福建人が多くを占めるようになった。

### シンガポール
シンガポールではコピは文化的に重要視されており、多くのシンガポール人にとって日々の食事とライフスタイルに組み込まれたものとなっている。シンガポールでコピティアム文化が発展するにあたり、海南人コミュニティが果たした役割は大きいとされている。1821年ごろから、海南人がシンガポールにやって来て医療用のハーブ、傘、蝋などの物品を商うようになった。1920年代末から1930年代初めごろの景気の下降に伴い、海南人は家賃の安い物件を使ってホテルやバー、レストランなどを経営するようになった。さらに広東人の独身女性が移民として流入し、一方で第二次世界大戦後はイギリスやプラナカン系の家族は減少したため、サービス業は競争が激しくなってあまり見込みがない業態と考えられるようになった。このため海南人は調理や接客業に活路を見出し、1920年代から1950年代にかけてコピティアムを営むようになった。海南協会のメンバーが支援を行ったため、このような開業が進んだ。このような海南人のコピティアムで、独特のコーヒー豆焙煎法や淹れ方が発展し、シンガポールのコピが生まれた。
20世紀の初めごろは陶器のカップがコピを出すのに使われるのがふつうであった。こうしたカップはコーヒー供給元の独特のモチーフやロゴで装飾されていた。お客はコピを受け皿に注いで冷ましてから飲むこともあった。
1930年代ごろには、コーヒー焙煎をする際にアヘンを煮出した水を使い、お客を自分の店のコピに依存させようとたくらむ業者もいたという。冷たくなったコピを陶磁器のカップに入れて木炭で温め、淹れ立てに見せかけることも横行していた。ブルーカラー労働者はよりカフェインが強いという理由で紅茶よりもコピを飲み始めた。
コピを出す店の8割以上は海南人か福州人が経営していたが、客はマレー人やインド人のような他のコミュニティの人々であることも多かった。こうした店の主要顧客は男性であった。女性の移民が比較的少なかったことと、女性は家庭や自分の住む地域にとどまるべきだという文化的な抑圧があったためだと考えられる。また、植民地時代のシンガポールのコピティアムは賭け事や秘密結社の会合などに用いられ、男性の社交場であった。コピティアムにはセックスワーカーが出入りすることもあり、これも女性を遠ざける一因となった。
日本占領時期のシンガポールでは闇市の商人がコピティアムで米、塩、砂糖などを一般に販売していた。1944年の半ばごろまでには規制強化と物資不足のため、ほとんどのコピティアムは閉業せざるを得なくなった。営業を続けたコピティアムも砂糖とミルクなしのコピを提供していた。
1988年からシンガポールではコピティアムを買い取ることが流行った。これは住宅開発庁の管理下にあったコピティアムを完全に私営可能にするという政策変更の直接的結果であった。このためコピティアム物件の値段が急上昇した。この結果、新規購入されたコピティアムが他の所有者に転売され、新しい所有者が物件リフォームを口実に、借地人の払う家賃をつり上げるようになった。短期間だけコピティアムを所有し、利益のためにすぐ売るということも行われるようになった。
このような投機の加熱は店主や消費者を直撃し、家賃はそれ以前に比べて千シンガポールドルほど上昇し、料理の値段は3割から7割、コピ1杯の値段は100%近く上昇した。2006年にコピOの値段は60セントから70セントに上がった。2016年には家賃と人件費の上昇のため、コピの値段は1.3ドルになった。コピ価格の上昇によって一般市民は不満を募らせ、『ザ・ストレーツ・タイムズ』に不満を訴える投書が送られたり、シンガポール消費者協会に苦情が持ち込まれたりすることになったが、こうした反応はシンガポール住民の毎日の暮らしにおいてコピがいかに重要かをも示している。
21世紀のシンガポールでは、収入、ジェンダー、年齢、民族的背景などを問わず、あらゆる人がコピを飲んでおり、1日4–6杯程度飲む人もいる。かつては陶磁器のカップが使われていたものの、ほとんどのコピを出す店ではガラスのコップが使われるようになっている。バターとカヤジャムをつけて炭であぶったトースト、半熟のゆで卵2個、コピをあわせたものがシンガポールの伝統的な朝食と見なされている。カヤジャムはココナッツミルク、卵、砂糖の入ったスプレッドで、これをつけて焼いたトーストはカヤトーストと呼ばれる。海南式のカヤトーストは砂糖をキャラメル化させるため、茶色っぽい。プラナカン式のトーストはパンダナスの葉が使われるため緑がかかっている。いずれのタイプもシンガポールではよく見かけるもので、イギリス式の朝食の影響を受けており、海南人が広めたと考えられている。

### マレーシア

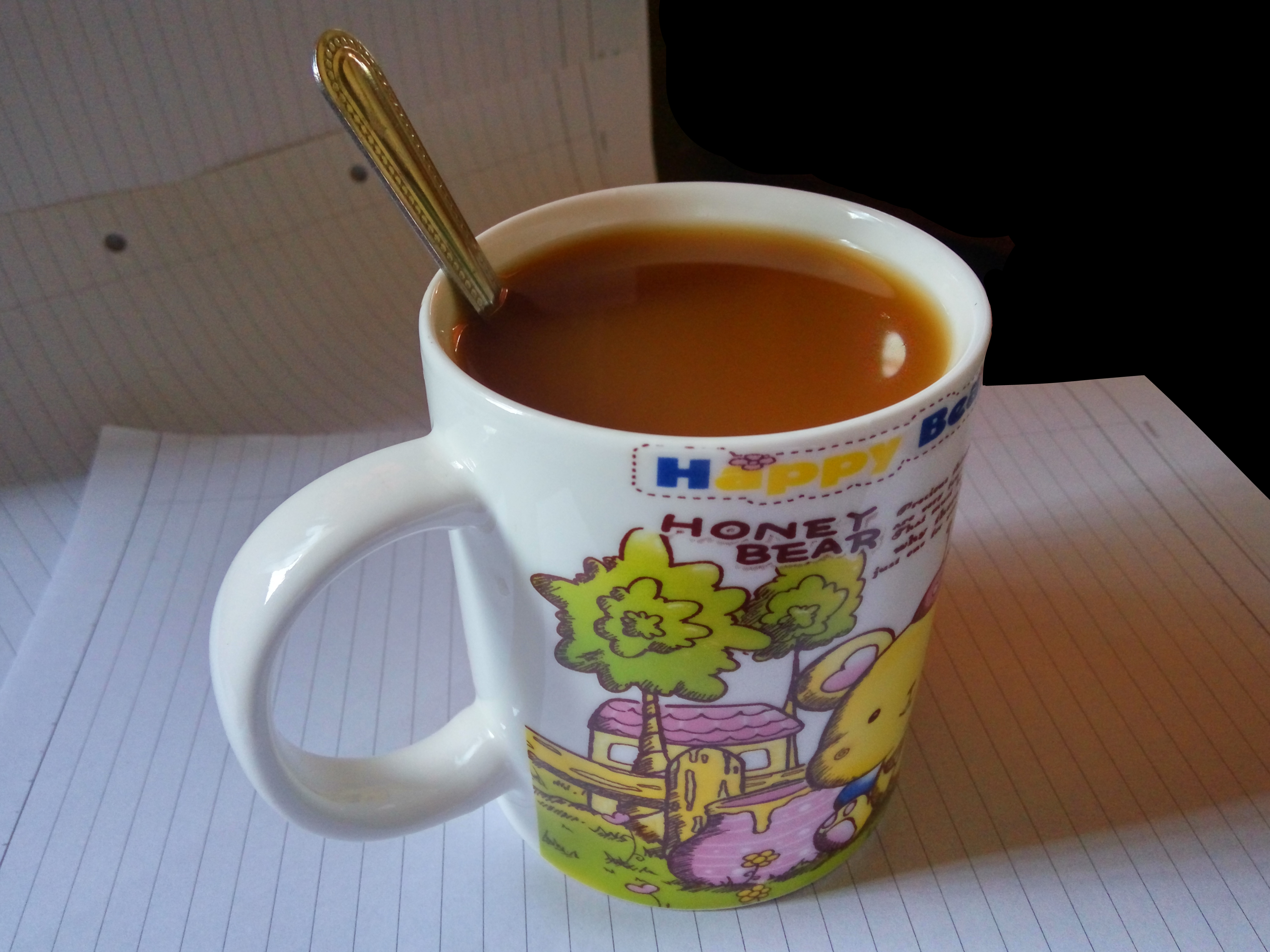
テノム産のコーヒー豆から作った粉で淹れたコピのマグ

東マレーシアのサバ州にあるテノムはコーヒー豆の主要な産地である。ここでとれたコーヒー豆はコピを淹れるのに使われる。テノムのコーヒー豆はマレーシア中で飲まれている他、隣のブルネイ王国にも輸出されている。コーヒー豆は伝統的な薪と回転機で焙煎され、人工添加物や着色料は通常使用されない。
サバ州におけるコーヒーノキ栽培はイギリス領北ボルネオだった19世紀末ごろに東海岸で始まったが、1910年には森林地帯での農園で病気が流行ったため栽培ができなくなった。北ボルネオ会社がテノムに目をつけ、コーヒー農園が作られた。1890年代には主要都市に物資を輸送するため、イギリスによりメララップからジェッセルトン（現在のコタキナバル）まで鉄道路線が敷かれた。コーヒー生産を伸ばすため、イギリスによって中国、とくに客家や広東系の移民労働者がテノムで働く労働力として導入された。今日では、テノムは大きなコーヒー農園があり、「サバ州のコーヒーの首都」と呼ばれる農業地帯として広く知られている。2010年代以降に他国でも需要が増加したため、政府はテノム産の生コーヒー豆供給不足に対する対策を講じた。

### タイ
コピはタイ南部でも人気のある飲み物である。この地域の農家では地元産のコーヒーを焙煎してマレーシア風のやり方で淹れることがある。

## コピ文化

### シンガポール
砂糖を加えるトレファクト法から派生したやり方でコーヒーを焙煎するため、シンガポールのコーヒーは他の地域で飲まれる珈琲とは異なっている。このため、コーヒーの飲み方がシンガポール人らしさとでも言うべきものを示すものとして扱われている。

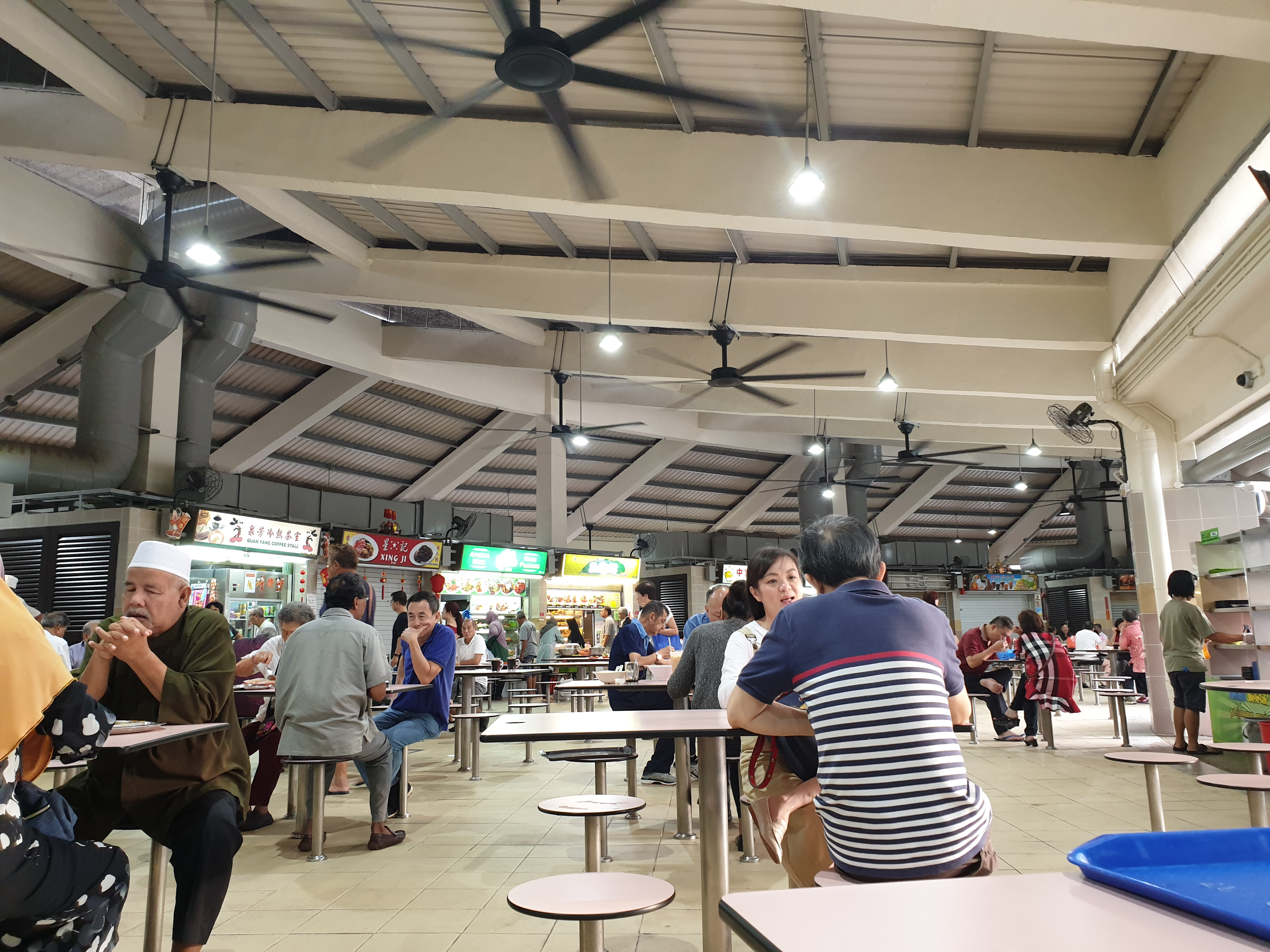
シンガポールのホーカーセンター

#### 市場

##### 飲食店
シンガポールには2015年時点で322件のコーヒーショップがあり、そのうち数百件は住宅開発庁の物件に入っている。この他の数百件はフードコートやホーカーセンターに入っている。
著名なコピティアムがいくつもあり、チャイナタウンの東亜餐館は4世代にわたって営業している老舗である。キリニー・コピティアムは海南系の移民により1919年に作られた店である。Heap Seng Leongはバターが入るコピを出す数少ない伝統的なコピティアムのひとつである。
コピを出すチェーン店もいくつかある。カヤトーストとコピを出すヤクンカヤトースト（亚坤加椰面包）は1944年に海南人が開業した店で、シンガポールの生活文化における定番の店と見なされている。ブレッドトーク傘下のトーストボックスもコピを提供するチェーンである。南洋老珈琲のコピは2013年にシンガポールで一番美味しいコーヒーに選ばれた。
NTURフェアプライス社とコピティアム社により、2019年にシンガポール国籍の高齢者やNTUCフェアプライス生協メンバーに50セントでコピを提供するプロジェクトが行われた。コピティアム社のコピは通常90セントから1.6ドルである。

##### インスタント
シンガポールのインスタントコーヒー市場は毎年3.1%ほど伸びている。2016年から2017年にかけて、糖尿病予防活動のせいでインスタントコーヒー市場は悪影響を受けた。同時にシングルサーブコーヒーが消費者の間で人気を博すようになった。このトレンドに影響した主な要因のひとつとして、コピに使う砂糖とクリームの量をコントロールできるからということがあると考えられている。

#### 健康問題
糖尿病の増加に対する懸念があるため、シンガポールでは政府主導で全国的に砂糖の摂取量、とくに甘い飲み物やコピOのように砂糖を多く加えて飲む飲み物について摂取を減らすキャンペーンが行われるようになっている。2016年から糖尿病問題に取り組む全国キャンペーンが開始された。YouGovによる調査ではシンガポール人の42%が砂糖税を支持し、58%が砂糖を非常に多く含む飲み物の禁止に賛成した。2018年には、より健康的な飲み物を推奨する政策により、砂糖の量をコントロールするガイドラインが作られ、多くの飲食店がこれに従った。コピティアム社は砂糖なしで飲み物を出し、店の脇にある砂糖をお客が自分で入れるやり方を始めた。健康推進委員会の試行により、食堂で自分で砂糖を入れるやり方を導入したところ、砂糖の使用量が75%減少した。2018年時点で43万人程度のシンガポール人が糖尿病を患っており、砂糖を多く加えるコピOの消費は減っていくと考えられている。

#### 博物館
南洋老珈琲はコピに関する博物館を運営している。

### マレーシア
長年ロブスタ種の豆を使った伝統的なコピが主流であったが、1998年にスターバックスが進出して以来、アラビカ種のコーヒーも飲まれるようになった。一方で地元のコーヒーチェーンを支援する動きもある。
ペラ州イポーのイポーホワイトコーヒーは名物として有名である。マーガリンと砂糖を加えて焙煎したコーヒー豆を用いるが、通常のコピよりもマーガリンと砂糖の比率を落とすことで白っぽい色味を出している。オールド・タウン・ホワイト・コーヒーはイポー式のホワイトコーヒーを出すマレーシアのチェーンである。